# Ta Khmau
Ta Khmau (en camboyano: ក្រុងតាខ្មៅ , literalmente: "Abuelo Negro") es la capital y ciudad más grande de la provincia de Kandal en el centro de Camboya. La ciudad se ubica aproximadamente 11 km al sur de Nom Pen (directamente en las fronteras de dicha ciudad).
Aproximadamente el 60% de los ciudadanos de Krong Ta Khmau viajan para trabajar en Nom Pen.

## Divisiones administrativas
Ta Khmau se divide en 10 comunas.
- Sangkat Kampong Samnanh
- Prey Veng
- Sangkat Takdol
- Sangkat Takhmao
- Sangkat Prekhor
- Sangkat Prek Russey
- Sangkat Svay Rolum
- Sangkat Kaoh Anlong Chen
- Sangkat Setbou
- Sangkat Roka Khpos

## Educación
A continuación se muestra una lista de algunas instituciones en Ta Khmau.
- Escuela secundaria inferior de Stung Chau
- Escuela secundaria Hun Sen Ta Khmau
- Escuela secundaria Hun Sen Sereypheap

## Salud
- Hospital de Victory

## Templos
- Wat Krabao
- Pagoda de Wat cocodrilo Hassan
- Wat Puth Yetndy

## Mercado
- Esquina de mercado de la fábrica
- Mercado de Dulux Takhmao
- Mercado Takhmao
- Nuevo mercado de Takhmao
- Mercado de Prekhor